# Eráti
Eráti (o Namapa-Eráti) es uno de los veintiún distritos que forman la provincia de Nampula en la zona septentrional de Mozambique, región fronteriza con las provincias de Cabo Delgado de Niassa y de Zambezia. Región ribereña del océano Índico.
La sede de este distrito es la villa de Namapa.

## Características
Limita al norte con el distrito de Chiúre de la provincia de Cabo Delgado, al oeste con Mecubúri, al sur con Muecate y Nacarôa, y al este con Memba.
Tiene una superficie de 5.671 km² y según datos de 1997 una población de 210.239 habitantes, lo cual arroja una densidad de 37,1 habitantes/km².

## División administrativa
Este distrito formado por seis localidades, se divide en tres puestos administrativos (posto administrativo), con la siguiente población censada en 2005:
- Namapa-Eráti, sede y 105 928 (Napama y Odinepa).
- Alua, 86 071 (Samora Machel).
- Namiroa, 60 506 (Muanona).